# Sandra Utzschneider
Sandra Utzschneider (* 22. August 1973 in Garmisch-Partenkirchen) ist eine deutsche Orthopädin. Sie war Leiterin des Schwerpunktes Kinderorthopädie der Klinik und Poliklinik für Orthopädie, Physikalische Medizin und Rehabilitation der Ludwig-Maximilians-Universität München (LMU). Sie ist außerplanmäßige Professorin und seit 2021 in einer eigener Privatpraxis in München niedergelassen.

## Ausbildung
Von 1993 bis 2000 studierte Sandra Utzschneider Humanmedizin an der Ludwig-Maximilians-Universität München (LMU), wo sie eine Dissertation über Schultergelenkprothesen schrieb. Daraufhin arbeitete sie als Ärztin im Praktikum und als Assistenzärztin in der Abteilung für Allgemeinchirurgie und Endoprothetik am Klinikum Garmisch-Partenkirchen und wechselte 2004 als wissenschaftliche Assistentin an die LMU. 2008 erlangte sie die Zusatzbezeichnung Sportmedizin und 2009 die Facharztanerkennung Orthopädie. Seit 2009 legt sie ihren klinischen Schwerpunkt auf die Kinderorthopädie. Von 2009 bis 2015 war sie stellvertretende Leiterin dieses Schwerpunktes an der Klinik und Poliklinik für Orthopädie, Physikalische Medizin und Rehabilitation im Klinikum Großhadern. Nachdem sie 2010 zur Funktionsoberärztin ernannt worden war, wurde Sandra Utzschneider nach Ernennung zur Oberärztin 2015 Leiterin des Schwerpunktes Kinderorthopädie. Ihre klinischen Schwerpunkte umfassen die konservative und operative Kinderorthopädie, inklusive Neuroorthopädie.

## Wissenschaftliche Tätigkeit
Ab 2005 baute sie an der LMU eine Arbeitsgruppe zum Thema „Endoprothetische Abriebforschung“ mit Drittmitteln auf. Forschungsschwerpunkte waren die Tribologie und die Abriebpartikelanalyse in der Endoprothetik sowie die biologische Aktivität von Abriebpartikeln inklusive der aseptischen Prothesenlockerung. Sie leitete u. a. Forschungsprojekte zu hochvernetzten Polyethylenen, Polyetheretherketonen (PEEK) sowie Metall-Gleitpaarungen in der Endoprothetik und zur Wechselwirkung von Metallpartikeln und Metallionen auf das umliegende Gewebe. Entsprechend ihrem klinischen Schwerpunkt beschäftigte sie sich auch mit dem erworbenen Plattfuß im Jugendalter, der angeborenen Hüftdysplasie im Verlauf sowie der Therapie der angeborenen Hüftluxation.
2011 habilitierte sie sich an der LMU mit einer Forschungsarbeit zur Verwendung von Polyethylen in der Knieendoprothetik. Zur außerplanmäßigen Professorin an der LMU wurde sie 2015 ernannt.
Sie veröffentlichte in Büchern, in nationalen Fachjournalen wie Der Orthopäde und in den Fachzeitschriften wie Acta Biomaterialia und Journal of Materials Science Materials in Medicine. Darüber hinaus ist sie Reviewerin für die Fachzeitschriften Acta Biomaterialia und Journal of Orthopaedic Research, die beide zu Elsevier gehören, und Herausgeberin von Biotribology und für das Schwerpunktthema „Retrieval Research in Hip and Knee Arthroplasty“ von Biomed Research International.

## Wissenschaftspreise
2011 erhielt Sandra Utzschneider den mit 12.500 Euro dotierten Wissenschaftspreis der AFOR (Association for Orthopaedic Research) für ihre Habilitationsschrift „Verwendung von crosslinked Polyethylenen in der Knieendoporthetik und deren biologische Aktivität in vivo“.
Im Jahr darauf folgte der mit 10.000 Euro dotierte Themistocles-Gluck-Preis für Endoprothetik der Deutschen Gesellschaft für Orthopädie und Orthopädische Chirurgie (DGOOC) für die Studie „Zytokinexpression unterschiedlicher carbon-faserverstärkter PEEK-Abriebpartikel im Vergleich zu UHMWPE in vivo“.